# IDEAL Centre d'Arts Digitals de Barcelona
L'IDEAL és un centre d'arts digitals ubicat a Barcelona, al barri de Poblenou. Va obrir les portes el 25 d'octubre de 2019.
L'IDEAL té els seus orígens al 1917, any de la seva inauguració. En aquell moment s'inicia com a cinema de barri que albergava un total de dos mil espectadors, sent un dels cinemes de referència de Barcelona. En aquest espai s'oferien pel·lícules de reestrena, les quals usualment, entre projecció i projecció, s'acompanyaven de diferents tipus d'espectacles. No només va destinar les seves instal·lacions a l'exhibició de pel·lícules, sinó que també van tenir lloc actes culturals, socials i polítics. El 13 de maig de 1984 va tancar les portes, i posteriorment es va convertir en un plató de televisió, on es van enregistrar programes de TV3 com "Tres i l'astròleg", "Força Barça", "Porca misèria" i "Polònia".
Durant el 2019 les empreses Layers of Reality, Minoria Absoluta i Magma Cultura van transformar l'espai i convertir-lo en IDEAL, un centre dedicat a la producció i exhibició d'arts digitals, en la línia dels Ateliers des lumièrs a París o el Mori Building Digital Art Museum del Japó. Va obrir les portes l'octubre del 2019, i des de llavors realitza projeccions audiovisuals immersives, mitjançant realitat augmentada, realitat virtual i l'holografia.
El centre té la seu al carrer Dr. Trueta, al barri de Poblenou de la ciutat de Barcelona. L'edifici, de quasi 2.000 m² dedicats a la producció, l'exhibició i formació d'arts digitals immersives, està format per dues plantes i tres sales polivalents. La planta principal té una magnitud de 1.500 m², on principalment es destina el seu espai a l'exhibició d'exposicions de gran format. També consta de tres sales polivalents on tenen lloc diferents actes i experiències. La planta superior es dedica oficines i a la zona d'artistes residents,.

## Exposicions

### Monet: l'experiència immersiva.[7]
L'exposició de "Monet, l'experiència immersiva" va ser la primera exposició exhibida a l'IDEAL, és més, va ser l'exhibició inaugural del centre. Es va estrenar l'1 de juliol del 2020 i va durar fins al 20 de setembre d'aquell mateix any. "Monet, l'experiència immersiva" és un projecte que es va coproduir amb l'estudi belga Exhibition Hub.
Aquesta exposició recollia els moments més importants de la vida i la trajectòria artística del pintor impressionista Claude Monet. Primer de tot, en la sala d'exposicions de gran format, es trobava una projecció de gran format de 360° on es mostrava la tècnica, història i context d'algunes de les pintures més destacables del pintor. D'altra banda, la part més biogràfica de l'exhibició, on s'explicava la vida d'en Monet des del seu naixement a París l'any 1840 fins a la seva mort a Giverny el 1926, era una experiència individual mostrada a través d'unes ulleres de realitat virtual.

### Barcelona, memòria fotogràfica[11]
"Barcelona, memòria fotogràfica" és la primera producció pròpia de l'IDEAL disponible del 30 de setembre al 20 d'abril de 2021. Va ser una exposició immersiva que transportava els seus espectadors a la ciutat de Barcelona als anys cinquanta i seixanta. L'exposició estava basada en l'obra fotogràfica de sis autors significatius d'aquest període: Francesc Català-Roca, Oriol Maspons, Leopoldo Pomés, Joana Biarnés, Xavier Miserachs i Colita. Aquests artistes influenciats per les avantguardes europees van retratar alguns dels llocs més emblemàtics de la Barcelona del 1950 - 1960, com ara el Port, les Rambles, Montjuïc o la Pedrera.
"Barcelona, memòria fotogràfica" estava composta per diverses activitats. Una d'elles era una projecció de gran format de 360° que mostra la ciutat tal com era en aquell període. D'altra banda, mitjançant unes ulleres de realitat virtual es podia explorar l'interior de les imatges dels fotògrafs mencionats anteriorment i sentir-se com un ciutadà de Barcelona dels anys 50 - 60. A més, l'exposició incloïa una sala de revelatge fotogràfic de l'època, una activitat d'intel·ligència artificial, la projecció immersiva anomenada" Sis mirades" i per acabar hi havia exposat una altra proposta de realitat virtual titulada "Barcelona a través del temps".

### Klimt: experiència immersiva
"Klimt: experiència immersiva" estrenada al 16 d'abril de 2021 i finalitzada al 17 de novembre, és una coproducció entre l'IDEAL i Exhibition Hub que exposa el recorregut d'un dels pintors més famosos de la història de l'art: Gustav KLIMT.
L'exposició acull diverses propostes immersives, des de projeccions de gran format fins a activitats interactives. En la sala de la projecció de gran format hi ha exposat un clip de 35 minuts de durada que mostra alguns dels quadres més importants de l'obra de KLIMT, com ara "Petó" i "L'arbre de la vida". A més, al llarg de la projecció s'explica la influència que va tenir l'artista en l'arquitectura austríaca. D'altra banda, una de les propostes més innovadores de "Klimt: experiència immersiva" ha estat la nova sala de 300 m². Dintre d'aquest espai s'hi troba una pantalla de 180° que permet als seus visitants interactuar amb les seves creacions pròpies amb el quadre del "Petó".

### Frida Kahlo, la vida d’un mite
El novembre del 2021 al centre IDEAL s'hi troba l'exposició de "Frida Kahlo, la vida d'un mite". A partir d'aquesta experiència immersiva es vol donar a conèixer la vida d'una de les artistes més representants del segle XX: Frida Kahlo. "Frida Kahlo, la vida d'un mite" composta per projeccions de gran format, realitat virtual i altres formes d'art digital, vol transmetre la vida i forma de viure de la Frida, o sigui, és una exposició més de caràcter biogràfic. Un factor característic d'aquesta exposició és la presència físicament d'objectes personals, fotografies i documents de la mateixa artista per poder endinsar encara més a l'espectador a la història de la Frida.

### Dalí Cibernètic: Viatge inmersiu per la ment d'un geni
La darrera exposició del centre IDEAL es va posar en marxa el 20 de setembre del 2022, obra centrada en la ment del famós artista Salvador Dalí. La posada en escena és un viatge immersiu combinant la realitat virtual amb projeccions de 360 graus per submergir el públic a les obres del pintor català.
L'exposició de caràcter surrealista inspirada en l'obra de l'artista es considera el primer metavers col·lectiu de la història gràcies a l'experiència de realitat virtual que permet una llibertat de moviment total per 15 minuts, deixant al públic desplaçar-se físicament per aquest espai virtual a través del seu avatar personalitzat.
Dalí cibernètic és una producció en conjunt amb Layers of Reality i Exhibition Hub que viatjarà per més de 30 ciutats europees entre el 2022 i el 2026.

### Next to normal: an immersive live musical
L'estiu de 2021 el centre IDEAL va dur a terme una cosa mai feta abans a Barcelona: un musical Immersiu. Es tractava d'una coproducció entre: Del Campo Global, Layers of Reality i Grec Festival de Barcelona. "Next to normal: an immersive live musical" va estrenar-se al juliol i va estar en cartellera fins a mitjan d'agost. Es tractava d'una representació immersiva que combinava interpretacions musicals en directe amb pantalles audiovisuals (projeccions al voltant del públic). El musical ja s'havia representat amb anterioritat a ciutats com Nova York (Broadway), Mèxic, Lima, Melbourne, d'entre moltes altres. Malgrat que s'havia representat altres vegades mai s'havia fet d'aquesta manera.
"Next to normal" és un musical rock amb llibret i lletres de Brian Yorkey i música de Tom Kitt de l'any 2008. Se'ns explica la història d'una dona que pateix un desordre bipolar a causa de la pèrdua del seu fill. Parla de temes com les malalties mentals, el suïcidi, l'abús de fàrmacs, l'ètica de la psiquiatria, etc.
A la representació al centre IDEAL, els actors es movien lliurement per un espai diàfan i obert. Totes les parets, el sòl i sostre s'omplien de projeccions que complementaven la interpretació i endinsaven a l'espectador al món de la trama. La combinació de tots aquests elements va aconseguir generar una experiència única i extraordinària.

## Festivals
- Siggraph Computer Animation Festival, 2020
- XRdocs – Edició Zero, 2020
- Sónar a l’Ideal, 2021
- UPC + IDEAL : Xredu i tecnologies immersives en educació, 2021
- MIRA.MOV, 2021[24][25]